# 카모프 Ka-50
카모프 Ka-50 블랙샤크(NATO 보고명 : 호컴A)는 카모프 설계국 특유의 동축 로터 시스템을 갖춘 단좌형 러시아 공격헬기이다. 1980년대에 설계되고 1995년에 러시아군에 채택되었다. 카모프는 복좌 파생형인 카모프 Ka-52 앨리게이터(NATO 보고명 : 호컴B)도 설계하였다.

## 개발
Ka-50는 시제기 V-80Sh-1의 생산형이다. 1987년 소비에트 의회가 공격 헬기 생산을 주문했다. 초도비행 테스트와 시스템 테스트를 한후 1990년 의회는 일군의 헬리콥터를 주문했다. 이 공격헬기는 1992년 영국 심포지엄에서 처음으로 "Ka-50"이라고 공개적으로 칭하게 되었다. Ka-50은 생존성과 치명성을 향상시키기 위해 작고, 빠르고, 민첩하게 설계되었다. 무게와 크기를 최소화하기 위해(따라서 속도와 민첩성을 최대화함) 무장헬기중에는 유일하게 조종사 한명에 의해 운영된다.

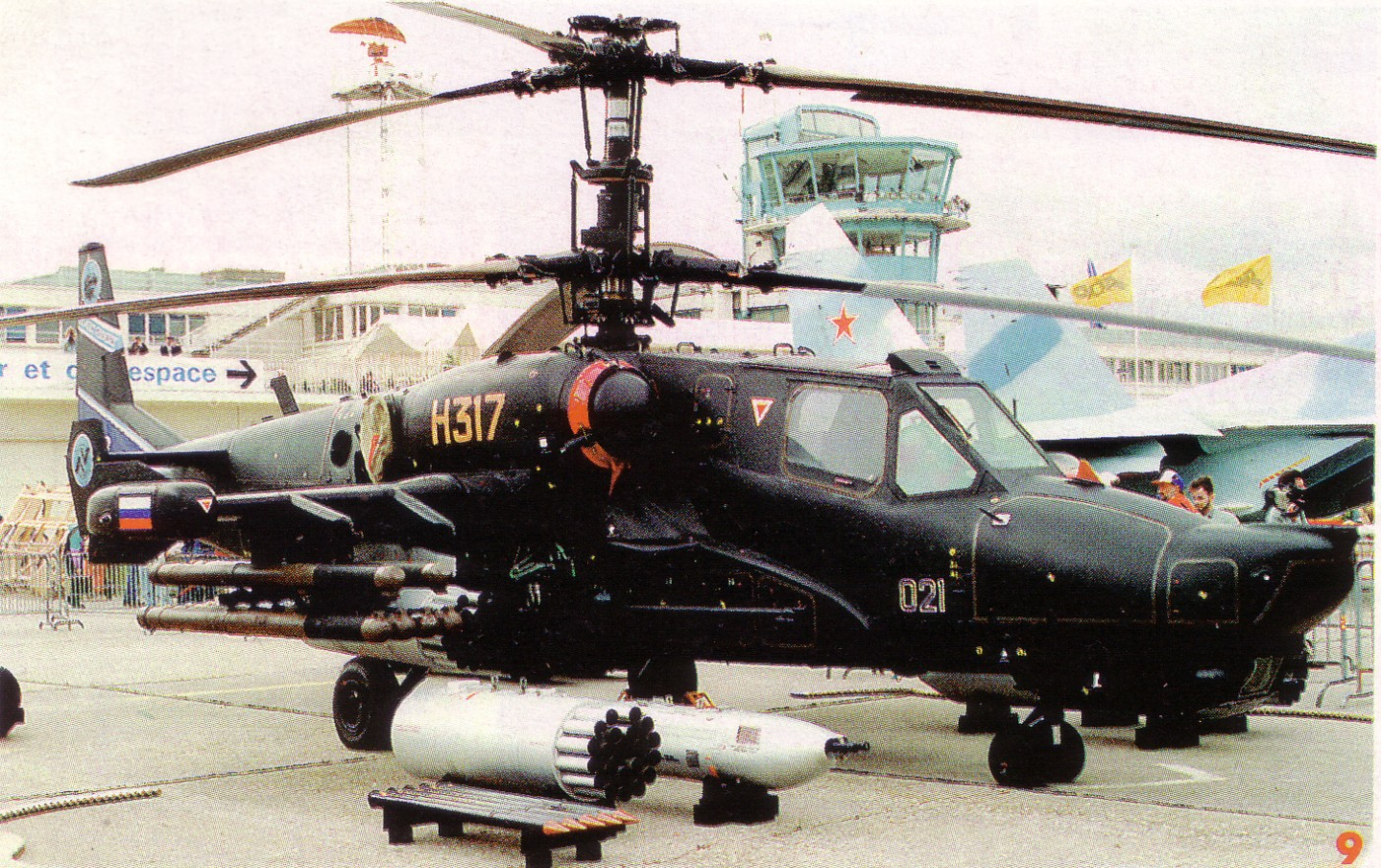
전시중인 카모프 Ka-50 "블랙샤크"

NATO는 단좌 형태를 바람직하지 않은 것으로 간주한다. 처음 2대의 Ka-50 시제기는 가짜 창문을 페인트칠 했었다. 그 가짜 "창문"은 항공기가 거칠게 부정확하다는 초기 서방 보고의 결정적인 작용을 했다. 조종사의 생존성 향상을 위해 Ka-50는 헬기에는 드문 형태인 NPP Zvezda K-37-800 사출좌석을 갖추고 있다. 사출좌석에 있는 로켓이 전개되기 전에, 로터 원반의 폭발물에 의해 회전 날개가 날아가고, 비슷하게 캐노피도 투하된다. 처음 Ka-50 시제기의 별명은 "웨어울프(Werewolf)"였지만, 카모프의 공식 명칭은 "블랙샤크(Black Shark)"이다. 이 코드네임은 영화 "블랙샤크"에서 5번째 시제기의 외모에서 유래한다. Ka-50이 대량생산에 들어가기 전에 소비에트 연방의 붕괴로 인해 군사비 지출이 광범위하게 줄면서, 상대적으로 적은 수의 Ka-50가 생산되었다.
Mi-28은 군의 주력 무장헬기인 반면 Ka-50, Ka-52는 특수부대 지원헬기로 선택되었다.

### Ka-52 "앨리게이터"

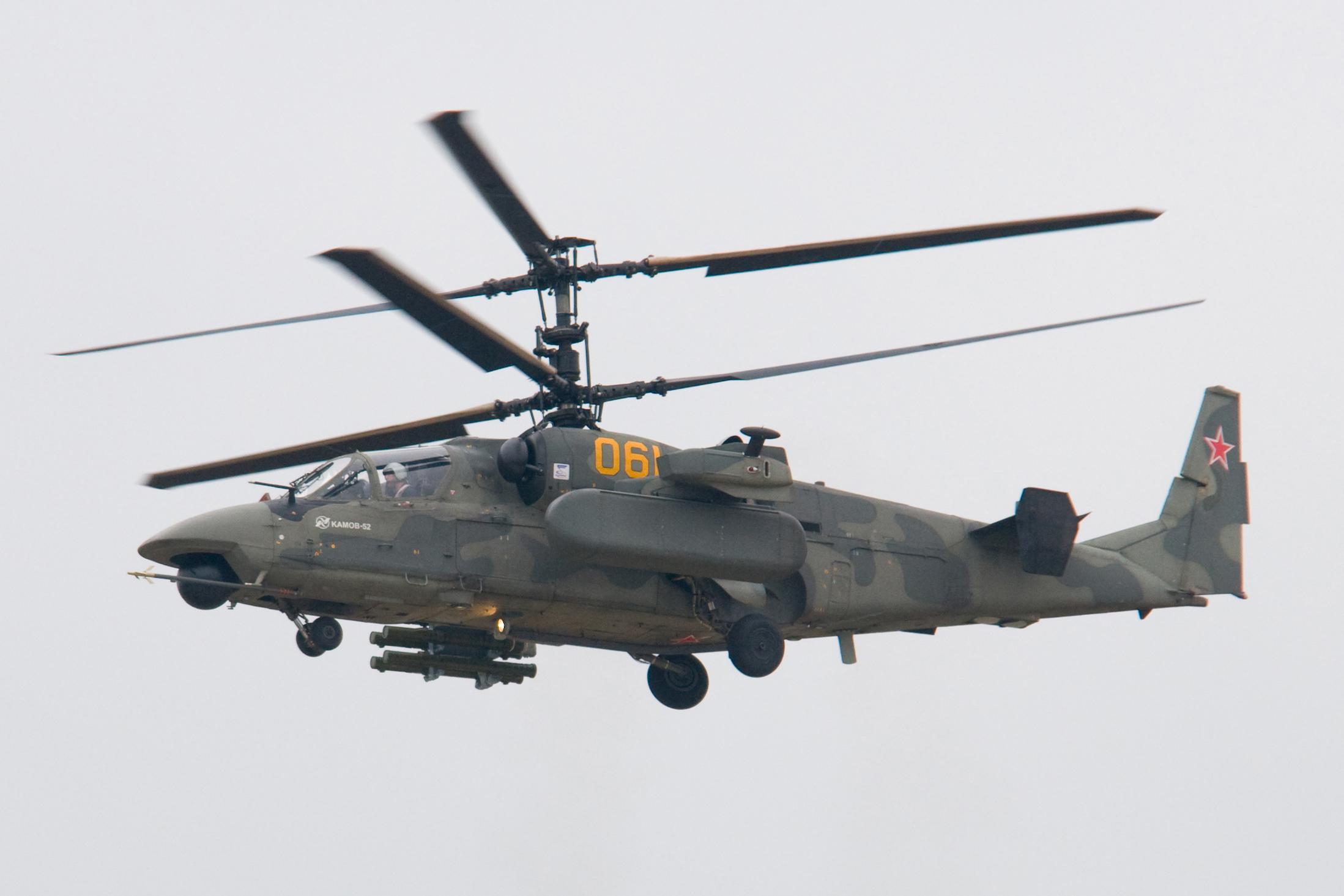
주코프스키 Ka-52 "앨리게이터" (2009년)

Ka-52는 기본 ka-50 설계의 또다른 수정판이다. 이것은 나란히 앉는 병렬식 복좌형 조종석 두자리, 그리고 목표물 탐지와 Ka-50 지원을 위해 그것들을 재분배 설계한 특징을 가지고 있다. Ka-50과 비교하여, Ka-52는 넓은 조종석, 축소된 조종석 장갑 그리고 큰 코에 달린 레이돔으로 인해 다소 "부드러운" 코를 가지고 있다. 공중 목표물을 위한 기둥 탑재된 안테나, 지상 목표물을 위한 기수 탑재된 안테나 - 두 개의 안테나가 있는 레이다와 두개의 구형 총좌(하나는 조종석에 다른 하나는 기수 아래)에 "Samshite" 주야간 TV/열 관찰 시스템을 포함하는 장비가 있다. Ka-52는 측면 장착 기관포를 보유하고 있다. Ka-52의 개발은 1994년 러시아에서 시작되었다. Ka-52는 경제적, 정치적 문제 때문에 대량생산되지 못하였다. 현재는 오직 소수만이 존재한다.

## 운영 국가
러시아
- 러시아공군 Ka-50 15대, Ka-52 10대 (2008년)

## 제원
일반특징

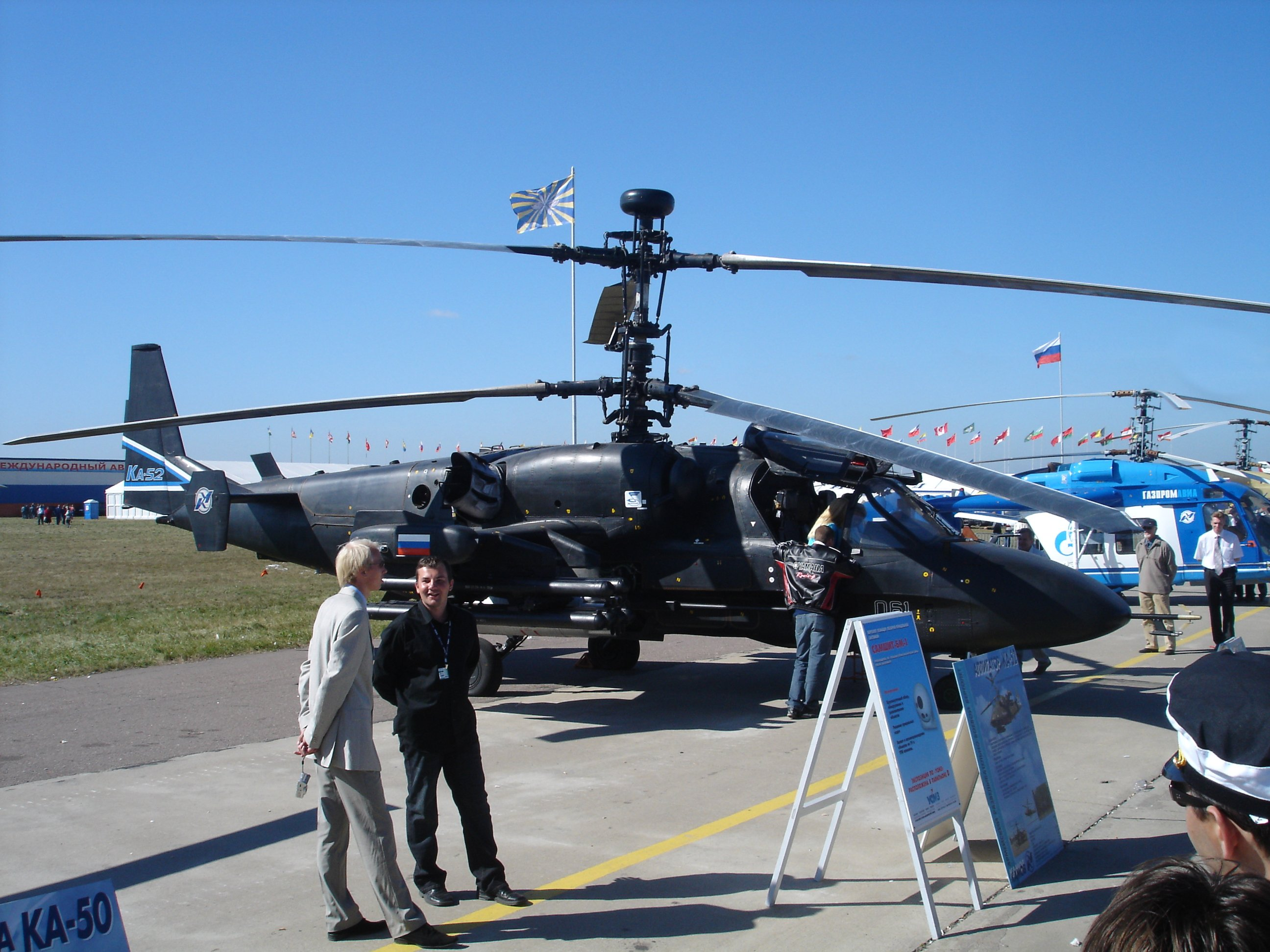
전시중인 카모프 Ka-52

- 승무원 : 1명 ( Ka-52: 2명)
- 길이: 13.50 m (44 ft 3 in)
- 날개 지름: 2x 14.50 m (2x 47 ft 7 in)
- 높이: 5.4 m (17 ft 9 in)
- 원반 면적: 330.3 m² (3,555 ft²)
- 공허 중량: 7,800 kg (17,200 lb)
- 탑재 중량: 9,800 kg (21,600 lb) ( Ka-52: 10,400 kg (22,930 lb) )
- 최대 이륙 중량: 10,800 kg (23,810 lb)
- 엔진: 2× Klimov TV3-117VK 터보샤프트, 각각 1,660 kW (2,226 shp)

성능
- 최대 속력: 390 km/h (204 knots, 242 mph) 급강하시
- 항속 속력: 270 km/h (146 knots, 168 mph)
- 작전 반경: 1,160 km (720 miles)
- 전투 반경: 460 km ()
- 상승 고도: 5,500 m (18,000 ft)
- 상승률: 10 m/s (1,970 ft/min)
- 원반 하중: 30 kg/m² (6 lb/ft²)
- 추력 대 질량비: 0.33 kW/kg (0.20 hp/lb)

무장
- 1x 휴대용 반고정 30 mm Shipunov 2A42 기관포 (240발, 이중 급탄 철갑탄 또는 고폭탄-Frag)
- 날개 밑 4개의 장착점에 다양한 유효 탑재량, 23 mm UPK-23-250 총포드(각 240 발), APU-6 9K121 비크르 대전차 미사일, Vympel R-73 (NATO: AA-11 아처) 공대공 미사일, 80 mm S-8 로켓과 122 mm S-13 로켓포드, Kh-25 반능동 레이저 유도 전술 공대지 미사일, S-25/S-25L 대구경 로켓 추정, 4x 250 kg (550 lb) 폭탄 or 2x 500 kg (1,100 lb) 폭탄, 500 L(130 US gal) 외부 연료 탱크. 보도에 따르면, 각 날개끝 대응포 밑에 쌍둥이 이글라 경 공대공 미사일 발사장치 (총 미사일 4대). 최대 유효 탑재량 2,000 kg.
- 날개 끝의 두 포드에 플레어와 채프 대응 분배기, 각각 64 통 (총 128).

## 같이 보기
- AH-1 코브라/AH-1Z 바이퍼
- AH-64 아파치
- 아구스타 A129 망구스타
- 데넬 AH-2 루이발크
- 유로콥터 타이거
- 밀 Mi-28
- 밀 Mi-24